# Andrea Meza
Alma Andrea Meza Carmona (ur. 13 sierpnia 1994 w Chihuahua) – meksykańska modelka i inżynier oprogramowania, Miss Universe 2020 i pierwsza wicemiss World 2017.

## Życiorys
Andrea Meza urodziła się w mieście Chihuahua i tam studiowała inżynierię oprogramowania. 
W 2017 roku uczestniczyła w konkursie Miss World 2017, zostając pierwszą wicemiss i Miss World Americas. Trzy lata później zwyciężyła w konkursie Mexicana Universal, kwalifikując się do Miss Universe 2020, który również wygrała. 